# Сноуборд на зимней Универсиаде 2019
Сноуборд на зимней Универсиаде 2019 — соревнования по Сноуборду в рамках зимней Универсиады 2019 года прошли с 3 марта по 10 марта в российском городе Красноярск, на территории спортивно-тренировочного комплекса «Академия зимних видов спорта». Были разыграны 10 комплектов наград.

## История
Соревнования по Сноуборду на Универсиадах проводятся с 1995 года. Это вид программы является обязательным для зимних Универсиад.
На прошлой Универсиаде в Казахстане безоговорочное лидерство в этом виде спорта продемонстрировала сборная команда России, сумев завоевать пять золотых наград из десяти возможных. Двойную победу отпраздновали российские сноубордисты Богдан Богданов и Михаил Матвеев, ещё одну высшую награду завоевала Анастасия Логинова. Успешно выступили команды Польши и Франции, у них соответственно три и две золотые медали.
Программа настоящих игр по сравнению с предыдущими не изменилась, были также разыграны 10 комплектов наград. Четыре дисциплины (параллельный слалом, параллельный гигантский слалом, хафпайп, слоупстайл) остались в программе Универсиады. А вот соревнования в биг-эйре заменили на соревнования в сноуборд-кроссе.

## Правила участия
В соответствии с Положением FISU, сноубордисты должны соответствовать следующим требованиям для участия во Всемирной универсиаде (статья 5.2.1):
- До соревнований допускаются студенты обучающиеся в настоящее время в высших учебных заведениях, либо окончившие ВУЗ не более года назад.
- Все спортсмены должны быть гражданами страны, которую они представляют.
- Участники должны быть старше 17 лет, но младше 28 лет на 1 января 2019 года (то есть допускаются только спортсмены родившиеся между 1 января 1991 года и 31 декабря 2001 года).

Все виды программы проводятся и судятся по международным правилам проведения соревнований по сноуборду.

## Календарь
| ЦО | Церемония открытия | ● | Квалификации | 2 | Финалы соревнований | ЦЗ | Церемония закрытия |

| Март     | 01 Пт | 02 Сб | 03 Вс | 04 Пн | 05 Вт | 06 Ср | 07 Чт | 08 Пт | 09 Сб | 10 Вс | 11 Пн | 12 Вт | Соревнования |
| -------- | ----- | ----- | ----- | ----- | ----- | ----- | ----- | ----- | ----- | ----- | ----- | ----- | ------------ |
| Сноуборд | ЦО    |       | 2     |       | 2     | 2     |       | 2     |       | 2     |       | ЦЗ    | 10           |

## Результаты

### Мужчины
| Дисциплина                          | Золото             | Серебро            | Бронза             |
| ----------------------------------- | ------------------ | ------------------ | ------------------ |
| Параллельный слалом Протокол        | Дмитрий Сарсембаев | Дмитрий Карлагачев | Ли Сан Хо          |
| Параллельный слалом-гигант Протокол | Оскар Квятковский  | Михал Новачик      | Дмитрий Сарсембаев |
| Хаф-пайп Протокол                   | Никита Автанеев    | Ли-Чун Квон        | Аксель Телен       |
| Слоуп-стайл Протокол                | Антон Мамаев       | Владислав Хадарин  | Аксель Телен       |
| Сноуборд-кросс Протокол             | Уилл Малиш         | Даниил Дильман     | Йосики Такахара    |

### Женщины
| Дисциплина                          | Золото         | Серебро            | Бронза           |
| ----------------------------------- | -------------- | ------------------ | ---------------- |
| Параллельный слалом Протокол        | Милена Быкова  | Наталья Соболева   | Хэ Рим Чон       |
| Параллельный слалом-гигант Протокол | Хэ Рим Чон     | Милена Быкова      | Наталья Соболева |
| Хаф-пайп Протокол                   | Куруми Имаи    | Лэн Цю             | Шаотун У         |
| Слоуп-стайл Протокол                | Елена Костенко | Анастасия Логинова | Екатерина Косова |
| Сноуборд-кросс Протокол             | Кристина Пауль | Александра Паршина | Одри Макманиман  |

## Медальный зачёт в сноуборде
| Место | Страна    | Золото | Серебро | Бронза | Всего |
| ----- | --------- | ------ | ------- | ------ | ----- |
| 1     | Россия    | 6      | 7       | 3      | 16    |
| 2     | Корея     | 1      | 1       | 2      | 4     |
| 3     | Польша    | 1      | 1       | 0      | 2     |
| 4     | Канада    | 1      | 0       | 1      | 2     |
| 4     | Япония    | 1      | 0       | 1      | 2     |
| 6     | Китай     | 0      | 1       | 1      | 2     |
| 7     | Финляндия | 0      | 0       | 2      | 2     |
| Всего | Всего     | 10     | 10      | 10     | 30    |